# Zygmunt Janiszewski
Pour les articles homonymes, voir Janiszewski.
Zygmunt Janiszewski (12 juin 1888 - 3 janvier 1920) est un mathématicien polonais.

## Biographie
Ses parents sont Julia Szulc-Chojnicka et Czeslaw Janiszewski, diplômé de l’Université de Varsovie, et une personnalité importante de la finance, en tant que directeur de la Société du crédit municipal de Varsovie. 
Il étudie à partir de 1907 à Zürich, Münich, Göttingen et Paris.
Il obtient son doctorat en 1911 à la Sorbonne sous la direction d'Henri-Léon Lebesgue, avec une thèse intitulée « Sur les continus irréductibles entre deux points ».
Janiszewski enseigne à l'Université de Lviv et il est professeur à l'Université de Varsovie. Au début de la Première Guerre mondiale, il est soldat dans les légions polonaises de Józef Piłsudski, luttant pour l'indépendance de la Pologne. Avec Piłsudski et d'autres officiers, il a refusé de prêter serment d'allégeance au gouvernement autrichien. Il a quitté les légions et s'est caché sous le faux nom Zygmunt Wicherkiewicz à Boiska, près de Zwoleń. De Boiska, il s'est ensuite rendu à Ewin, près de Włoszczowa, où il a dirigé un refuge pour enfants sans abri. 
Janiszewski a consacré la propriété familiale héritée de son père à la charité et à l'éducation. Il a également fait don de l’argent qu’il a reçu des prix et concours de mathématiques pour l’éducation et le développement de jeunes étudiants polonais. 
La fiancée de Z. Janiszewski était Janina Kelles-Krauz, fille de Kazimierz Kelles-Krauz. La date du mariage a été fixée, mais en 1920, Z. Janiszewski est décédé à l'âge de 31 ans. 
Il est victime de la pandémie de grippe de 1918-1919,  à Lviv le 3 janvier 1920 à l'âge de 31 ans. 

## Travaux
À la fin de la Première Guerre mondiale, Janiszewski est le moteur de la création de l’une des plus puissantes écoles de mathématiques du monde, malgré le fait que la Pologne se trouve dans une situation difficile en fin de guerre. 
Il est la force motrice, avec Wacław Sierpiński et Stefan Mazurkiewicz, à l'origine de la fondation du journal de mathématiques Fundamenta Mathematicae. Janiszewski a proposé le nom du journal en 1919, bien que le premier numéro ait été publié en 1920, après sa mort. Son intention était que le premier numéro comprenne uniquement des contributions de mathématiciens polonais. La vision de Janiszewski était que la Pologne devienne un chef de file mondial dans le domaine des mathématiques - ce qu'elle a fait pendant l'entre-deux-guerres, avec l'école mathématique de Varsovie . 
Janiszewski est remarqué surtout pour ses nombreuses contributions aux mathématiques topologiques au début du XXe siècle, la fondation de Fundamenta Mathematicae et son enthousiasme pour l’enseignement aux jeunes esprits, ainsi que pour sa loyauté envers son pays pendant la Première Guerre mondiale et son action envers les orphelins.
Dans ses travaux en topologie des années 1910-1911, on trouve des cas particuliers du lemme de Zorn.
Il est conférencier invité au congrès international des mathématiciens en 1912 à Cambridge.